# Wola Świniecka
Wola Świniecka – wieś w Polsce położona w województwie łódzkim, w powiecie łęczyckim, w gminie Świnice Warckie.
Do 1937 roku istniała gmina Wola Świniecka. W latach 1975–1998 miejscowość administracyjnie należała do województwa konińskiego.